# Pleși (okręg Buzău)
Pleși – wieś w Rumunii, w okręgu Buzău, w gminie Bisoca. W 2011 roku liczyła 461 mieszkańców. 